# Гендерна нейтральність

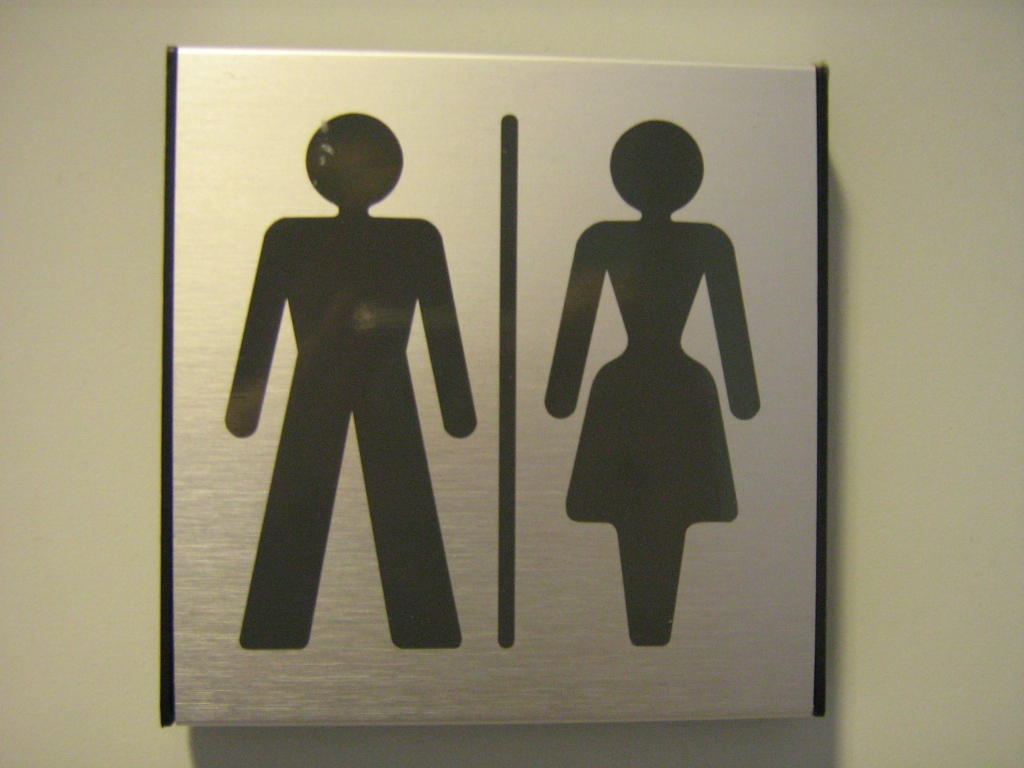
Гендероване позначення вбиральні, Швеція, 2008

Гендерна нейтральність (англ. gender neutrality), гендерний нейтралітет — теорія й практика уникання політикою, мовою та іншими соціальними інститутами розрізнення ролей у відповідності зі статтю чи гендером людей для уникнення дискримінації, зумовленої переконанням, що є соціальні ролі, для яких одна стать більш підходяща, ніж інші.

## Концепт
Поняття гендерної нейтральності виникло на стику задоволення соціального запиту на вільне від сексизму, гендеризму, бінаризму та інших вирізнень, пов'язаних з гендером чи статтю, суспільство та теоретичних уявлень про таке суспільство.

### Сірі зони в гендері
Проблеми, пов'язані з гендерною нейтральністю — це сірі зони, що існують в гендері. Спроби законодавчо визначити межі гендеру виявилася непростим питанням у зв'язку з існуванням людей, котрі ідентифікують себе або визначаються іншими як інтерсекс, третя стать, трансгендери чи більш загально — гендерквір чи небінарні.

### Зв'язок з фемінізмом
Гендерна нейтральність підкреслює юридичну рівність чоловіків, жінок і людей будь-яких інших гендерів, не піддавання їх жодній дискримінації на підставі гендеру. Ця мета в принципі поділяється феміністичним рухом. Однак у русі за гендерну нейтральність акцент робиться на подолання гендерної проблематики у жінок, не концентруючись на правах усіх гендерів.

### Зв'язок з трансгуманізмом
Гендерна нейтральність або «гендерна трансцендентність» (вихід за межі гендеру) є частиною трансгуманістичної концепції постгендеризму. Теоретики постгендеризму стверджують, що наявність гендерних ролей, соціальної стратифікації, і псевдофізичні нерівності і відмінності, як правило, йдуть на шкоду інтересам особи та суспільства. Враховуючи радикальний потенціал передових допоміжних репродуктивних технологій, постгендеристи вважають, що секс для репродуктивних цілей застаріє, або що всі постгендерні люди будуть мати можливість, якщо побажають, як виносити вагітність до терміну пологів, так і бути дитині батьком, що призведе до усунення потреби у певному гендері в такому суспільстві.

## Стратегія

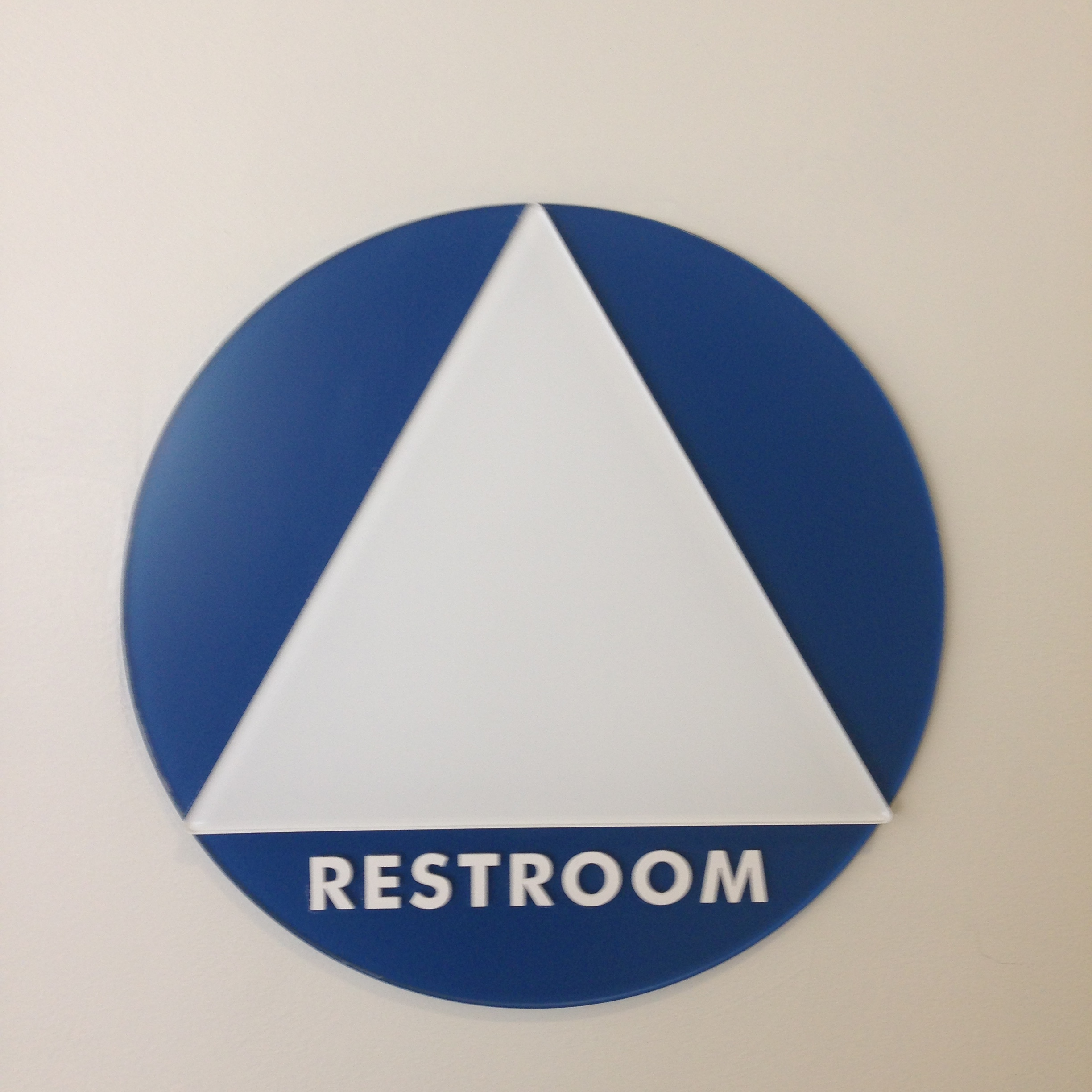
Гендерно-нейтральне позначення вбиральні, Каліфорнія, США, 2016

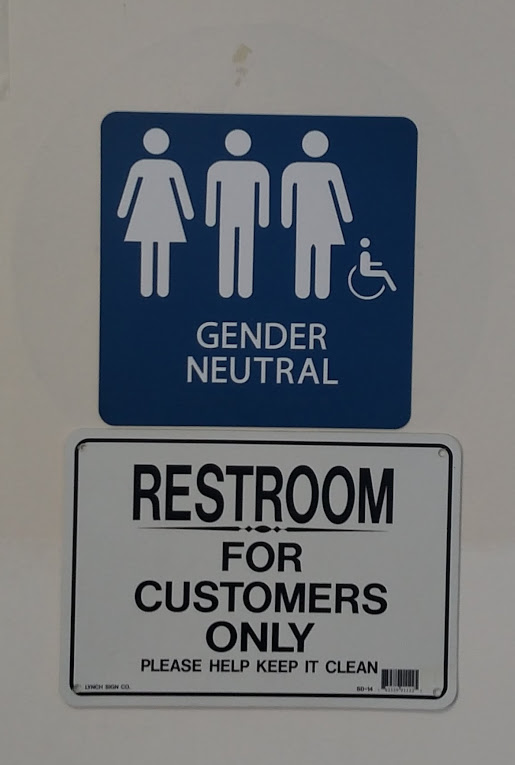
Гендерно-нейтральний громадський туалет, США, 2017

Прихильники та прихильниці гендерної нейтральності можуть підтримувати державні політики, спрямовані на викорінення гендерних відмінностей, прикладом чого є гендерно-нейтральні вбиральні: громадські туалети, доступні без розрізнення гендеру людини, що ними користується. Було виявлено, що гендерна нейтральність в законодавстві змінила характер судових справ про опіку, збільшивши імовірність отримання чоловіками опіки над своїми дітьми в разі розлучення.
Юридичне визначення гендеру було спірною темою, особливо для трансгендерних людей; в деяких країнах для того, щоб нова стать була юридично визнана, люди повинні спочатку пройти стерилізацію.
Каліфорнія приєдналася до Орегону для визнання гендерної нейтральності. 15 жовтня 2017 року губернатор Каліфорнії Джері Браун підписав закон, який дає можливість вибрати гендерно-нейтральні ідентифікаційні посвідчення.

### Гендерна сліпота
Люди, визначені як гендерно сліпі, сприймають світ з точки зору гендерної нейтральності в повсякденному житті. Схожим поняттям є пансексуальність, де людина не обов'язково повністю «гендерно сліпа», але в сексуальних уподобаннях не робить відмінності між гендерами своїх сексуальних партнерів чи партнерок.

### Гендерно-нейтральна мова
Див. також — Феміністична мовна реформа
Гендерно-нейтральна мова, гендерно-інклюзивна мова є формою мовного прескриптивізму, спрямованого на усунення (або нейтралізацію) посилання на гендер у термінах, що описують осіб. Цей підхід може включати зменшення використання гендерно-специфічних назв на користь відповідних ґендерно-нейтральних позначень. В англомовному слововжитку це, наприклад, заміна таких слів зі складовою частиною «man» (чоловік), як «policeman/policewoman — police officer» (поліцейський, на позначення чоловіка чи жінки), "fireman — firefighter (пожежник), "chairman — chairperson, chair (голова). В українській мові подібним інструментом є вживання іменників спільного роду на позначення посад, звань і статусів, використання іменників у множині, а також відповідних відмінків, де зникає розрізнення за граматичним родом.
Займенники він або вона можуть бути замінені словом вони, коли стать зазначеної особи невідома. Дехто також виступає за гендерно-нейтральні займенники навіть тоді, коли стать людини відома, щоб усунути підсвідомий вплив мови на закріплення гендерної нерівності та гендерних стереотипів. Крім того, ті, хто не ідентифікують себе як жінку або чоловіка, можуть використовувати гендерно-нейтральні займенники для позначення себе або для звертання до себе інших.
2012 року у Швеції запропонований гендерно-нейтральний займенник «hen». Шведська була першою мовою, що офіційно додала третій нейтральний займенник. «Hen» може використовуватись для опису будь-кого незалежно від їхньої статі чи гендерної ідентичності.
Гендерно-нейтральні займенники, запропоновані в США, не набули поширення за межами спільноти ЛГБТ. Практика гендерно-нейтральної мови вітається серед студентства юридичних факультетів і у Верховному суді США. Однак дослідження показали, що тільки один суддя у Верховному Суді послідовно використовує гендерно-нейтральну мову,,.
ЛГБТ-активісти припускають, що займенники «він/вона і його/її лінгвістично посилюють нормативну систему двох статей», де необхідно обирати гендерну бінарність «або чоловік, або жінка». Нині в мовах світу зростає кількість пропозицій різних гендерно-нейтральних займенників, серед яких sie, hir, hirs, hirself, a також «z» чи «p»[джерело?]. Дехто стверджує, що зміна займенників тільки для осіб з невизначеними статтю/гендером перетворює їх на «інших», ніж позначає норму. Пропоноване розв'язання цієї проблеми полягає в переході на використання інклюзивної мови та гендерно-нейтральних займенників по відношенню до всіх.
«Гендерно-нейтральну мову» важливо не плутати з «неродовими мовами», що належать до мов, що не мають граматичних родів.

### Гендерованість маркетингу
Маркетинг переважно спрямований на таргетування конкретних демографічних груп і створює продукти, орієнтовані на конкретні гендери. Загальні уявлення про гендерно-специфікований маркетинг привернули увагу ЗМІ в останні роки. Наприклад, мережевий протест користувачок проти ручки фірми BIC — «BIC для неї», з допомогою розміщення тисяч підроблених відгуків на продукт зі знущанням над його орієнтованою на жінок рекламою.

#### Дитячі іграшки

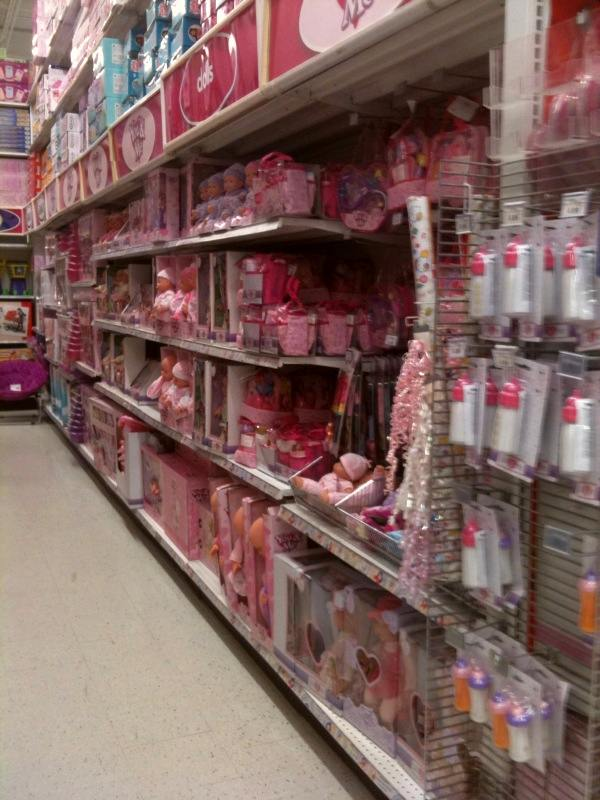
Дівчачі секції в магазині іграшок — рожеві (Канада, 2011).

У маркетингу дитячих іграшок гендерований маркетинг дуже широко поширений. За даними дослідження, проведеного в 2012 році "діти дізнаються про іграшки як відповідні для їх статі не тільки від дорослих і дітей, а також через засоби масової інформації, яка служить важливим джерелом соціалізації та гендерної соціалізації.» Колірні палітри і типи іграшок є гендерованими характеристиками іграшок, що продаються або для хлопчиків, або для дівчаток. Результати вищезгаданого дослідження показали, що «іграшки пастельних кольорів були набагато імовірніше провалися як іграшки тільки для дівчаток, в той час як іграшки сміливих кольорів — в якості іграшок для хлопчиків». Також встановлено, що синій був більш гендерно-нейтральним кольором. Іграшки, пов'язані з діяльністю (такі як машини, зброя, будівельні іграшки) продаються для хлопчиків, а пов'язані з красою і хатньою працею — для дівчаток. Деякі іграшки, такі як опудала тварин, виявились гендерно-нейтральними і, як правило, продаються як для хлопчиків, так і дівчаток. Батьки також відіграють велику роль у гендерній соціалізації своїх дітей, адже саме вони купують для них іграшки. Популярність виготовлення гендерно-нейтральної реклами іграшок зростає: так, реклама з зображенням хлопчиків, що граються в ляльки (які зазвичай продавалися виключно дівчаткам).

#### Мода
У маркетингу ліній моди дизайнери починають включати гендерно-нейтральний одяг, не позначений як «чоловічий» або «жіночий». Ось лише деякі приклади гендерно-нейтральних ліній одягу:
- Everyday — Chelsea Bravo[14]
- One DNA — Travis Weaver[15]
- I and Me — Jessica Gebhart[16]
- Seeker — Allyson Ferguson[17]
- 69[18]
- s.k. manor hill — Dominic Sondag[19]
- Gardner and the Gang? — Jamie King[20]
- Muttonhead[21]
- FLAVNT Streetwear[22]
- TooGood London — Faye and Erica Toogood[23]
- TillyAndWilliam — Jessica Lapidos and Tom Barranca[24]
- Sharpe Suiting[25]
- VEEA[26]
- Gender Free World[27]
- Everybody Collection — Abercrombie[28]
- No Sesso — Pierre Davis[29]

### Гендерна нейтральність в освіті

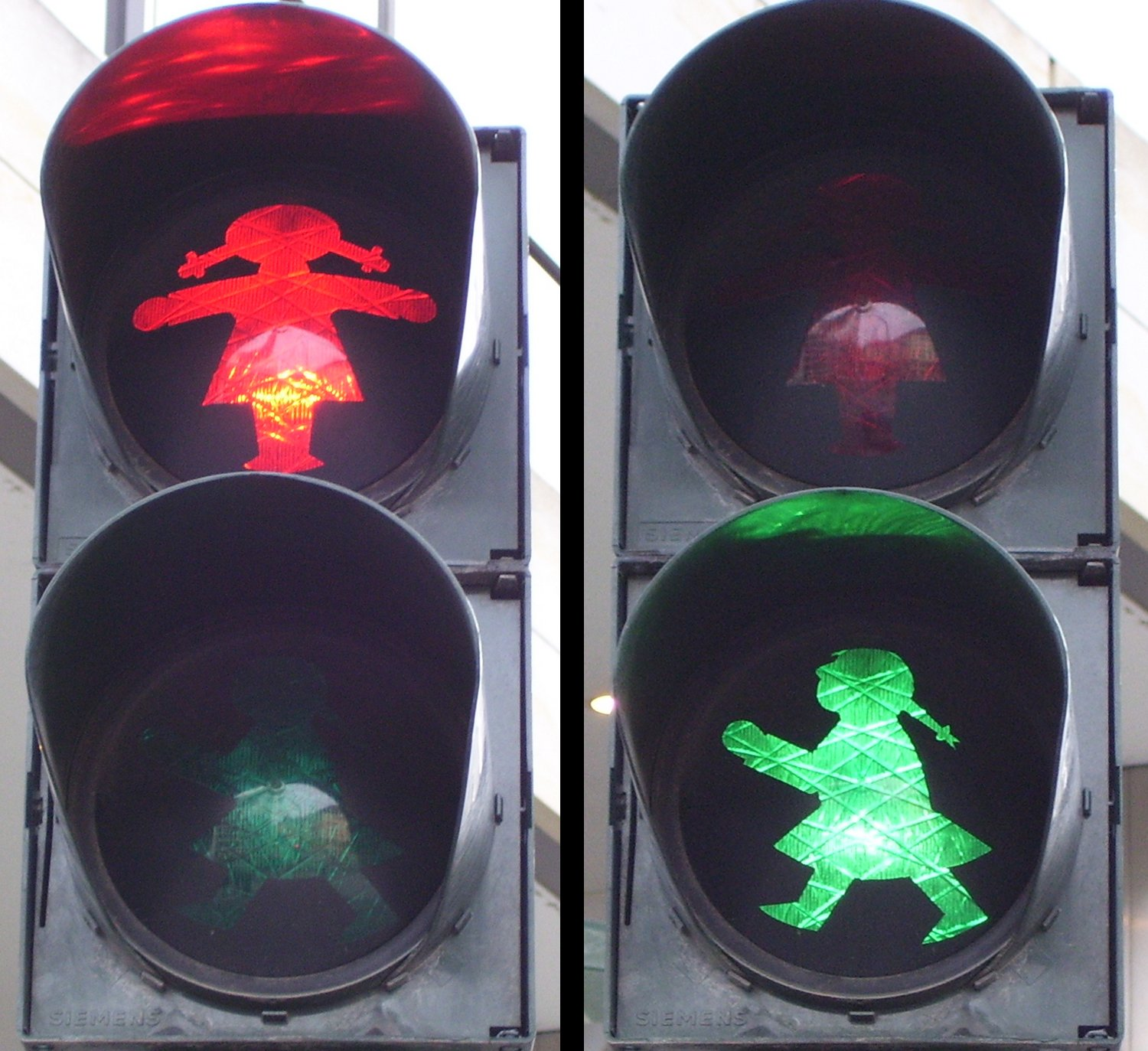
Варіант світлофорних чоловічків, Дрезден

Досягнуто певного прогресу в справі впровадження гендерної нейтральності в школі. Спроби стимулювати відповідний менталітет у школах демонструють такі інститути, як Nicolaigarden і Egalia — дві дошкільні установи в Швеції. Їх зусилля, спрямовані на заміну поняття «дівчинка» та «хлопчик» нейтральним у гендерному відношенні займенником «hen» дають дітям можливість поставити під сумнів або перейти гендерні обмеження.. Проте приховані упередження викладачів та співробітників у школах в кінцевому підсумку запобігти гендерній плинності в класному середовищі. У дослідженні, проведеному в 2016 році, де вимірювалися вчительські фасилітації гендерно типізованих та гендерно-нейтральних активностей під час вільної гри, зроблено висновок, що педагоги сприяли чоловічій діяльності більш високими темпами, ніж жіночій. В дослідженні пропонується: «інформування вчительського складу про виявлені тенденції можуть спонукати переглянути власні педагогічні практики і служити каталізатором просування методів навчання, що створюють у класі обстановку, в якій хлопчики і дівчатка отримають підтримку для участі у найрізноманітніших класних заходах». Інші пропозиції і пошуки щодо розширення гендерної нейтральності в школах включають:
- дозвіл гендерно-нейтральних випускних вечорів і «повернень на батьківщину» (студентська традиція США) — для відвідування та участі в конкурсах одностатевими парами і трансгендерними учасниками і учасницями;
- обладнання гендерно-нейтральних ванних кімнат і житла в кампусі;[32]
- створення гендерно-нейтральних студентських організацій, братств і сестринств;
- скасування розмежування іграшок на гендеровані області;
- усунення гендерно-специфічних видів спорту на уроках фізичного виховання[33]

#### Дрес-код
Кроком до гендерної нейтральності є скасування дрес-коду серед установ залежно від обмежень, що накладаються на студентство, та комфорт у такому одязі. Трансгендерним студенткам та студентам суворий дрес-код може ускладнити підтвердження їх гендерної ідентичності, важливість котрої може впливати на все життя цих людей. (Не)відповідність одягу в установах може викликати такі наслідки, як зниження академічної успішності, зростання показників відрахувань та збільшення дисциплінарних стягнень. Станом на 2017 рік, 150 початкових шкіл Великої Британії ввели гендерно-нейтральну шкільну форму, і в результаті цієї зміни учні відчули кращий контроль над своєю ідентичністю.

#### Коледжі
У 2005 Університет Каліфорнії, Ріверсайд став першим громадським університетом у США, що запропонував гендерно-нейтральний варіант житла. У лютому 2014 «Вашингтон пост» зазначила, що близько 150 американських шкіл тепер мають гендерно-нейтральні житлові програми. Інші установи, такі як Університет Південної Каліфорнії і Прінстона, визнаючи деякі з небезпек, пов'язані з розміщенням членів ЛГБТ-спільноти, розробили окремий корпус для таких студентів і студенток.
У 2016 студентство Ла Саль Університету проголосувало за те, щоб мати гендерно-нейтральний варіант житла у гуртожитках, що дозволить зробити Ла Саль першим католицьким університетом у Сполучених Штатах, що пропонує гендерно-нейтральне проживання. Це голосування викликало суперечки в католицьких колах у США, оскільки традиційно католицькі гуртожитки є повністю гендерно розокремленими. Ла Саль вже впровадив варіанти житла і закликав інші католицькі університети внести зміни в житлову політику.

### Гендерно-нейтральне виховання
Хелен Дейвіс описує гендер як «класифікацію чоловіків або жінок, що включає соціальні, психологічні та інтелектуальні характеристики. Теорія гендерної нейтральності — це теорія, яка стверджує, що біологічна стать не неминуче визначає соціальні, психологічні та інтелектуальні характеристики.» Стратегії батьківського контролю можуть бути визначені як будь-які стратегії, котрі батьки використовують, щоб змінити, переінакшити або вплинути на поведінку, думки або почуття дитини. Метааналіз, проведений Endendijk, показує, що «основи гендерно-нейтрального виховання (ГНВ), не проєктують гендер на дитину. Це дозволяє батькам і дітям відірватися від гендерної бінарності.» Ґендерно-нейтральне виховання дозволяє дітям бути відкритими до різних типів гендеру, щоб діти могли вивчити свій гендер без обмежень суспільства або гендеру, з яким народилися. Стратегії підтримки автономії забезпечують дитину доречною кількістю контролю, бажаним об'ємом вибору, визнають інтереси дитини і забезпечують їй змістовні обґрунтування, коли вибір обмежений. Навіть якщо дитина не виказує поведінки, характерної для інших гендерів, ГНВ дозволяє їй досліджувати, а не бути обмеженою статтю свого народження. ГНВ може реалізовуватись через дозволи гратися з нестереотипною для своєї статі іграшкою, самостійно обирати власний одяг, діяти більш «жіночно» чи «чоловічо» і дозволи дітям ставити під сумнів їхній гендер. У соціологічній праці «Статеві відмінності у соціальній поведінці: соціальна роль інтерпретації» (Alice Eagly) доводиться, що статеві відмінності були запропоновані, базуючись на біологічних факторах, соціалізації раннього дитинства та інших концептах. Це дозволяє дітям виразити себе, не відчуваючи тиску від буття виключно чоловічими чи жіночними. Також це надає уявлення про гендерні ролі і змогу думати про них критично уже в ранньому віці.

### Гендерно-нейтральна дитяча література
Гендерна нейтральність в дитячій літературі стосується того, що видавці, автори та ілюстратори повинні уникати маркетингу стосовно дітей за ознакою статі чи гендеру, і мають замість цього зосередитися на розширенні контенту, а не посиленні соціальних і гендерних ролей. Гендерні ролі і стереотипи пронизують нашу культуру і встановлюються за допомогою різних засобів, таких як візуальна культура або повсякденні взаємодії з родиною та однолітками. Теми гендерної нейтральності та гендерної перформативності обговорювались в більш широкому сенсі серед вчених, наприклад, Джудіт Батлер у працях Відміна гендеру та Гендерний клопіт, стосовно інших аспектів життя суспільства, як у випадку Девіда Реймера. Щодо дитячого маркетингу, гендерна нейтральність є зростаючим рухом серед батьків, дітей та видавців. Хоча у багатьох домівках є гендерні стереотипи, книги, з якими стикаються діти, мають як психологічний, так і соціальний вплив, оскільки діти постійно конструюють ідеї з інформації, що їх оточує, і асимілюють нові знання з попередніми. Такі організації, як Let Toys Be Toys, Let Books Be Books і Pinkstinks стали відомими за роботу на користь гендерної нейтральності у дитячій літературі та іграшках.

#### Репрезентація гендеру в ілюстрованих книгах
З сучасним акцентом на дитячій літературі, особливо у жанрі книги з картинками, батьки, маскулістські і феміністські організації все голосніше заявляють про соціальні наслідки гендерованого маркетингу і обмеження, які ці наслідки накладають на дітей.
Дослідження показали, що діти починають формувати почуття гендерної ідентичності у віці 2-3 років, а 'статеву типізацію починають у 3-4 роки. У дослідженні гендерних уявлень у дорослих (Gender Perception in Adults) Kyle Pruett повідомляється: «Вирішальний момент у дослідженні гендерних відмінностей настав, коли групу немовлят чоловічої статі одягли в рожевий, а потім вручили дорослим, котрим сказали, що вони дівчатка. Дорослі реагували, використовуючи мову та стилі тримання (немовлят на руках), що класифікуються як стереотипно-жіночі: „чудова, приємна, солодка, мила“ і т. д. Немовлят жіночої статі в синьому називали „боксер, жорсткий, сильний, впертий“ і т. д. Ось як просто ми укріплюємо гендерно-стереотипну поведінку, замість стимулювання індивідуального росту та розвитку».
Розуміння, як дитина розвиває відчуття себе в юнацькі роки, було темою дискусії серед теоретиків і теоретикинь культури, а також у критиці дитячої літератури. В «Радості дитячої літератури» Суламіф Шахар стверджує: «Практики виховання дітей та освітні методи, як і дитячо-батьківські відносини, визначаються не тільки біологічними законами, але також є культурно конструйованими».
Жак Лакан та Джудіт Батлер збагатили концепт формування індивідуальної суб'єктності і самосвідомості. Лаканівське поняття стадій дзеркала зробило внесок у сучасне розуміння суб'єктності і з пір появи застосовується в Критиці дитячої літератури та розвитку дитини. Стадія дзеркала як етап належить до процесу першого впізнавання себе дитиною в дзеркалі і «змін, що відбуваються в суб'єкті, коли він присвоює зображення». Як встановила Hamida Bosmajian у Розумінні дитячої літератури, «літературний текст, отже, є образом несвідомого, структурованого як мова». «Коли [стадія дзеркала] наводиться висловлюванням мовою читача-інтерпретатора мови, [зміст / значення] відкладається.»
Концепція гендерної перформативності Джудіт Батлер також пов'язана з гендерованою дитячою літературою — через аналіз того, як персонажі представляють свій гендер — і засвоєна Дитячою літературною критикою. Батлер визначає гендерну перформативність, стверджуючи, що та «власне, відбувається через певне постійне повторення і публічну декламацію». Також «перформативність є дискурсивним режимом, котрим встановлені онтологічні ефекти.» Хоча суб'єкт Батлер є дорослим, концепт повторення (репетиції) виходить, в тому числі, і за межі теми дитинства. І Батлер, і Лакан розглядати повторення як основний чинник у формуванні особистості, що може бути застосований до дитячої літератури крізь акт перечитування книг дітьми по кілька разів.

#### Дослідження гендерної репрезентації в дитячій літературі
Гендерний дисбаланс продовжує з'являтися в дитячій літературі через відсутність репрезентацій, що відрізнялися б від стереотипних. У 2011 у випуску Гендеру і суспільства, дослідження «Гендер у дитячих книгах XX століття» виявило великі відмінності. Проглянувши майже 6000 дитячих книг, виданих між 1900 і 2000 роками, дослідження під керівництвом Дженіс МаКкейб (Janice McCabe), професорки соціології Університету штату Флорида, показало, що чоловіки є центральними персонажами в 57 % дитячих книг, що видаються кожен рік, і тільки 31 % жінок мають центральні персонажі. Тварини-самці є центральними персонажами у 23 % книжок у рік, в той час як самки тварин фігурують у всього 7,5 %. При просуванні подібних вузьких репрезентацій персонажів, для дітей стає ускладненим ідентифікуватися поза гендерною бінарністю і ролями. У більш ранньому дослідженні (1971) з п'ятдесяти восьми книг двадцять п'ять включали жінку, але тільки чотири не зображали жінок (або тварин, що представляли жінок) у фартусі. Багато батьків читають дітям літературу власного дитинства — через зворушливий сюжет, або через красиві ілюстрації. Хоча доросла людина здатна визнати, що стереотипи є застарілими, дітям може не вистачати подібної критичності при читанні цих оповідань. Сприяють неадекватному зображенню гендеру в дитячих книгах способи, в які кожен гендер зображується геть іншим. Жіночі персонажі набагато більш імовірно беруть на себе пасивні і допоміжні ролі, тоді як чоловічі виконують самодостатню, сильну і активну роль. Це дискримінаційне зображення присутнє у багатьох дитячих книгах і запускає ризик призвести дітей до викривленої і помилкової реалізації свого істинного потенціалу в освоєнні світу.
Не тільки ці нерівності присутні в книгах, але гендерна диспропорція також існує серед тих, хто їх створює. У 2013 в Vida: жінки в літературних мистецтвах підраховано, що автори та ілюстратори — чоловіки значно перевершували тих, що були жінками (приблизно втричі — 64:21).

#### Дитяча література в медіа
У березні 2014 британська організація Let Toys Be Toys розширилась, включивши спецкатегорію дитячої книги Let Books Be Books. Це розширення адресувалось гендерованим заголовкам книжок, таким як The Beautiful Girl's Colouring Book та The Brilliant Boys Colouring Book (розмальовки Для красивих дівчаток та Для блискучих хлопчиків), та обмежень, котрі ці заголовки накладають на дітей. Як ствердила Katy Guest у статті для Independent в 2014-му після старту Let Books Be Books, «Що ми робимо, розкладаючи дітей по комірках, то це підводимо їх. А книги, понад усі речі, мають бути доступні кожній дитині, що в них зацікавлена.»  Організація Let Toys Be Toys вказує: «Так само, як маркування іграшок „для дівчаток“ або „для хлопчиків“, ці книги надсилають дітям дуже обмежувальні повідомлення про те, які види речей підходять/прийнятні для дівчат або для хлопчиків.»
Організація швидко набирала обертів і майже відразу ж зібрала більше 3000 підписів за петицію, що змусила видавництва Parragon і Usborne відмовити у підтримці і зупинити видання гендерно-специфічних дитячих книг. У листопаді 2014 року видавці з Peter and Jane Books погодились зробити заголовки книг Божа корівка (Ladybird Books), заявивши: «Ми, звичайно, не хочемо виглядати тими, хто обмежує дітей у будь-який спосіб.»
Такі видавці, як Igloo Books і Buster Books, продовжують публікувати гендерно-специфічні дитячі книги. В інтерв'ю в березні 2014 року редактор «Бастер» Майкл О'Мара заявив: «Докази говорять самі за себе. Дві наші найкращі дитячі книги — „The Boys' Book“ і „The Girls' Book“. Хлопчача включає такі речі, як зробити лук і стріли і як грати в різні види спорту, і ви дізнаєтесь все про стиль і те, як виглядати круто, у дівчачій книзі. 2000 людей підписали цю петицію [в перший день], але ми продали 500 000 копій книги для дівчаток. Цифри говорять мені, що я йду в правильному напрямку».
У листі-відповіді на це інтерв'ю, Let Books Be Books висловили Майклу О'Мара проблеми, що викликають стурбованість: «До нас звертається багато батьків, вчителів і пов'язаних з вихованням людей, котрі мають серйозні побоювання з приводу деяких назв, що фігурують на вашому сайті і продаються в магазинах по усій Великій Британії. Вони вірять, як і ми, що маркування книг за гендером звужує дитячі вибори та уяву, розповідаючи їм, що вони „повинні“ читати, замість того, щоб дозволити їм вибирати книги, які їх цікавлять.»

#### Перелік гендерно-нейтральної дитячої літератури
Хоча є багато прикладів гендерно-нейтральної дитячої літератури, список включає кілька визначних:
- John Dough and the Cherub — L. Frank Baum
- Black Dog — Levi Pinfold
- How To — Julie Morstad
- How to Heal a Broken Wing — Bob Graham
- Little You — Richard Van Camp & ill. Julie Flett
- One Night, Far From Here — Julia Wauters
- Once Upon a Northern Night — Jean E. Pendziwol & ill. Isabelle Arsenault
- Ruby's School Walk — Kathryn White & ill. Miriam Latimer
- Samuel's Baby — Mark Elkin & ill. Amy Wummer
- Spork — Kyo Maclear & ill. Isabelle Arsenault
- Super Daisy — Kes Gray & ill. Nick Sharratt
- The Big Brother — Stephanie Dagg & ill. Alan Clarke
- The King & the Seed — Eric Maddern & ill. Paul Hess
- The Sunflower Sword — Mark Sperring & ill. Mirian Latimer
- We Go Together!: A Curious Selection of Affectionate Verse — Calef Brown
- Wild — Emily Hughes
- Call Me Tree — Maya Christina González

## Активістська діяльність
У 2006 році створена Національна студентська кампанія за гендерну сліпоту — як об'єднана низова організація, покликана навчати студентство, адміністрації та інших по всій території Сполучених Штатів. Організація виступає за впровадження гендерно-інклюзивних кімнат у гуртожитках і варіантів ванних кімнат.
У 2008 у Лондоні Близнята Emma Moore і Abi Moore заснували групу захисту інтересів Pinkstinks для підвищення пильності до шкоди, спричиненої гендерним стереотипізуванням дітей. Кампанія стверджує, що маркетинг гендерно-специфічних продуктів для дітей заохочує дівчат обмежувати власні амбіції у житті.
В 2014 році американська громадська організація Play Unlimited анонсувала місячник спостереження No Gender December.
У 2016-му Канада виступила з кампанією «No Big Deal», котра є «позитивною ствердною відповіддю на недавній конфлікт навколо займенників трансгендерних людей.» Кампанія заохочувала запитувати, з якими займенниками люди себе ідентифікують, на противагу простим висновкам на основі зовнішнього вигляду. Також вона намагалась зробити різні займенники простішими для розуміння та засвоєння.

## Судові справи про гендерну нейтральність

### Джонс проти Bon Appetit Management Company
В лютому 2014 року: позов Валерії Джонс (попередня зайнятість — громадське харчування) у суд на роботодавця Bon Appetit Management Company у штаті Орегон на 518000 доларів після того, як колеги неодноразово згадували Джонс як жінку. За власним визначенням, Джонс — «не жінка або чоловік, і цей термін був небажаним». Влаштовуючись у Bon Appetit, Джонс навмисно не заповнювали ідентифікаційні питання «чоловік / жінка». У період роботи там, вони попросили менеджерів звернутися до працівників та інформувати їх про гендерну ідентичність. У позові Джонс стверджується, що скарги на людські ресурси ніколи не задовольнялися і менеджери не довели справу до кінця без огляду на запити, тому Джонс довелося піти з компанії. Те, крізь що пройшли Джонс на робочому місці, називається «соціальною дисфорією» — дистресом, що стосується соціальних взаємодій. Це можуть бути ситуації, коли люди сприймаються невідповідно до гендеру або мають власні погляди на ознаки буття чоловіком чи жінкою. Навмисне чи ні, називання когось у помилковій гендерній термінології в громадському місці може викликати збентеження і спричинити зміну сприймання людини всіма іншими співробітниками / співробітницями.
Позов міг би бути задоволений, якби гендерно-специфічні коментарі колег Джонс були законно визнані харасментом. Іншим фактором могло бути те, що роботодавець отримав скаргу, але вирішив не вжити заходів. Джонс знаходяться під захистом Закону про рівність штату Орегон 2007 року, що забороняє дискримінацію на основі сексуальної орієнтації, в тому числі дискримінації за ознакою гендерної ідентичності у сфері зайнятості.

### Zzyym v. Tillerson проти Державного департаменту
У вересні 2014, Dana Zzyym, ветерани американських військ, намагались отримати паспорт. Уникаючи категоризувати свій гендер як чоловічий чи жіночий у бланку заяви, вони «написали „інтерсекс“ в категорії „стать“» та «позначили „X“ як прийнятний маркер.» Вони представили свідоцтво про народження, що не ідентифікує Zzyym ні як чоловіче, ні як жіноче ім'я. Zzyym народилися з неоднозначними геніталіями та ідентифікуються як інтерсекс. Державний департамент відхилив заявку Zzyym. Вони подали до суду на Державний департамент, «заявивши, що федеральний уряд порушив конституційне право на належний процес та дискримінував Zzyym за ознакою статі.» У листопаді 2016-го суд видав постанову на користь Zzyym. Але станом на жовтень 2017-го справа відновлена через продовження відмови Держдепартаменту встановити у заявах на оформлення паспорта гендерний маркер, що не є ні жіночим, ні чоловічим.

### Jamie Shupe та юридичні найменування гендеру
На 27 квітня 2016 року, Jamie Shupe подали прохання скасувати позначення чоловічої або жіночої статі. Відставний сержант армії США, Jamie народились з чоловічою анатомією і змінили стать на жіночу в подальшому житті. Але все ще шукали свою гендерну ідентичність в рамках чоловік / жінка. З часом Shupe усвідомили свій небінарний гендерний статус. На клопотання суддя Amy Holmes Hehn надала положення про затвердження небінарності в якості законного гендерного визначення, сказавши: «стать Jamie Shupe цим змінюється від жіночої до небінарної. Повідомлення про цю законну зміну буде вивішене в громадському місці в окрузі Multnomah, як того вимагає закон.» Після того медичними документами було підтверджено, що Shupe не є ні чоловіком, ні жінкою і невизначеність закону не вимагає трансгендерний перехід, і суддя змогла задовольнити запит. Досягнення Jamie Shupe є значним кроком вперед стосовно владного визнання небінарних людей.

## Критика
Як і у випадку з аналогічними підходами до боротьби з расизмом та націоналізмом, нерозпізнавання та неврахування статі учасників / учасниць може бути шкідливим — і у постсексистському суспільстві, де з жінками більше не поводяться відмінно від чоловіків через їх стать. Тим часом, гендероване ставлення переважає у всьому світі. З дослідження організацій, що пропонували послуги виключно для жінок, 23 % сказали, що їх мотиви базувались на нерівності жінок з чоловіками і бажанні подолати цей дисбаланс; 20 % цих виключно жіночих просторів просувають жіночий розвиток та розширення можливостей жінок (empowerment); 18 % — що вони надають послуги, не покриті унісекс-сервісами, а сфокусовані на особливих потребах жінок.
Правовий тест «reasonable person» було критиковано за гендерну сліпоту, що застосовується в деяких галузях права, зокрема у розгляді сексуальних домагань. Жінки піддаються більш нормалізованим і ендемічним сексуальним домаганням, ніж чоловіки. На підставі цього, в американській справі Ellison v. Brady 924 °F.2d 872 (1991) суд постановив, що «гендерно-сліпа „reasonable person“ — має тенденцію бути чоловіком і, як правило, систематично ігнорує досвід жінок».
Дослідження свідчать, що параметр послуг для єдиної статі досі має широку підтримку. З 1000 жінок, опитаних Women's Resource Centre, 97 % заявили, що жінки повинні мати можливість доступу до послуг тільки для жінок, якщо вони були жертвами сексуального насильства. 57 % вказали, що хотіли вибрати спортзал тільки для жінок замість змішаного тренажерного залу.

## Рекомендована література
- Bojarska, Katarzyna (2012). «Responding to lexical stimuli with gender associations: A Cognitive–Cultural Model». Journal of Language and Social Psychology.